# Sonnenfinsternis vom 10. Mai 1994
Bei der ringförmigen Sonnenfinsternis vom 10. Mai 1994 verlief die 230,1 Kilometer breite Zentralzone über Nordamerika und dem Nordatlantik. Die Dauer der ringförmigen Phase lag mit über 6 Minuten im Mittelfeld. Ihre Saros-Nachfolgerin war die Sonnenfinsternis vom 20. Mai 2012, deren ringförmige Zone von Südchina über Südjapan bis in die westlichen USA verlief.
Der Saros 128 begann am 29. August 984 mit 24 partiellen Finsternissen in der Antarktis. Danach erfolgen 4 totale, gefolgt von 4 hybriden und 32 totalen Sonnenfinsternissen. Nach 9 weiteren partiellen Finsternissen in der Arktis wird Saros 128 am 1. November 2282 enden.